# St. Louis YPT-15
El St. Louis YPT-15 (designación de compañía PT-1W) fue un biplano de entrenamiento biplaza estadounidense, construido por la St. Louis Aircraft Corporation para ser usado por el Cuerpo Aéreo del Ejército de los Estados Unidos (USAAC). Se adquirieron 14 ejemplares del modelo, sirviendo a principios de los años 40. 

## Diseño y desarrollo
El PT-15 fue un desarrollo del PT-1W "en stock" para su uso por el Cuerpo Aéreo del Ejército de los Estados Unidos, ordenado como recurso provisional en el entrenamiento de aviadores en la preparación para Segunda Guerra Mundial. Las alas estaban recubiertas de tela, pero el fuselaje lo estaba de aluminio. Un único motor radial Wright R-760 de 160 kW (220 hp) propulsaba al aparato.

## Historia operacional
Los trece ejemplares de YPT-15 fueron asignados (como PT-15) al Programa de Entrenamiento de Pilotos Civiles (CPTP) del Parks College, en San Luis. El PT-15 fue el único diseño de St. Louis adquirido por el Cuerpo Aéreo del Ejército.

## Variantes
XPT-15 (Model PT-1, PT-1W)
Un Model PT-1W obtenido para evaluación con un Wright R-760ET Whirlwind de 235 hp.
YPT-15 (Model PT-2)
Trece aeronaves de preproducción con cambios en la instrumentación, motor Wright R-760E-1 Whirlwind de 285 hp, y timón más grande. Más tarde designado PT-15.

## Operadores
Estados Unidos
- Cuerpo Aéreo del Ejército de los Estados Unidos
- Fuerzas Aéreas del Ejército de los Estados Unidos

## Supervivientes
Al menos, aún existe un PT-15. Está basado en el Deer Valley Airport en Phoenix, Arizona.

## Especificaciones (PT-15)
Referencia datos: Jane's

### Características generales
- Tripulación: Uno (piloto)
- Capacidad: Un pasajero
- Longitud: 8,1 m (26,4 ft)
- Envergadura: 10,3 m (33,8 ft)
- Altura: 2,9 m (9,4 ft)
- Superficie alar: 26 m² (279,9 ft²)
- Peso vacío: 934 kg (2058,5 lb)
- Peso cargado: 1255 kg (2766 lb)
- Planta motriz: 1× motor radial de siete cilindros refrigerado por aire Wright R-760-1 Whirlwind[4][6][7][N 1].
  - Potencia: 168 kW (232 HP; 228 CV)

### Rendimiento
- Velocidad máxima operativa (Vno): 210 km/h (130 MPH; 113 kt)
- Velocidad crucero (Vc): 187 km/h (116 MPH; 101 kt)
- Alcance: 560 km (302 nmi; 348 mi)
- Techo de vuelo: 4600 m (15 092 ft)
- Régimen de ascenso: 5,1 m/s (1004 ft/min) inicial

## Aeronaves relacionadas

### Aeronaves similares
- Boeing Kaydet
- de Havilland Tiger Moth

### Secuencias de designación
- Secuencia PT-_ (Entrenadores Primarios del USAAC/USAAF, 1925-1948): ← PT-12 - PT-13 - PT-14 - PT-15 - PT-16 - PT-17 - PT-18 →